# Jesolo
Jesolo (ou Iesolo, pronúncia [ˈjɛːzolo], "Iésolo") é uma comuna italiana da região do Vêneto, província de Veneza, com cerca de 23.465 habitantes. Estende-se por uma área de 95 km², tendo uma densidade populacional de 247 hab/km². Faz fronteira com Cavallino-Treporti, Eraclea, Musile di Piave, San Donà di Piave, Venezia.

## Demografia

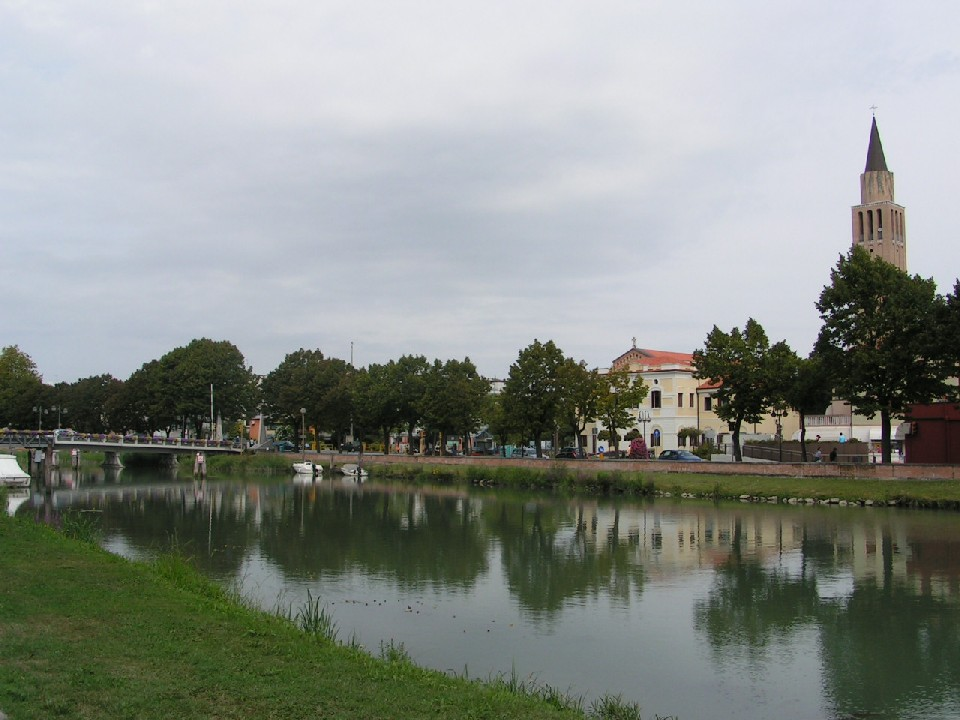

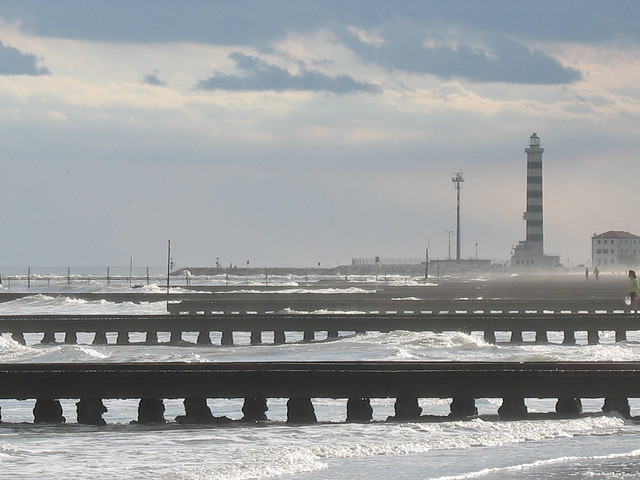

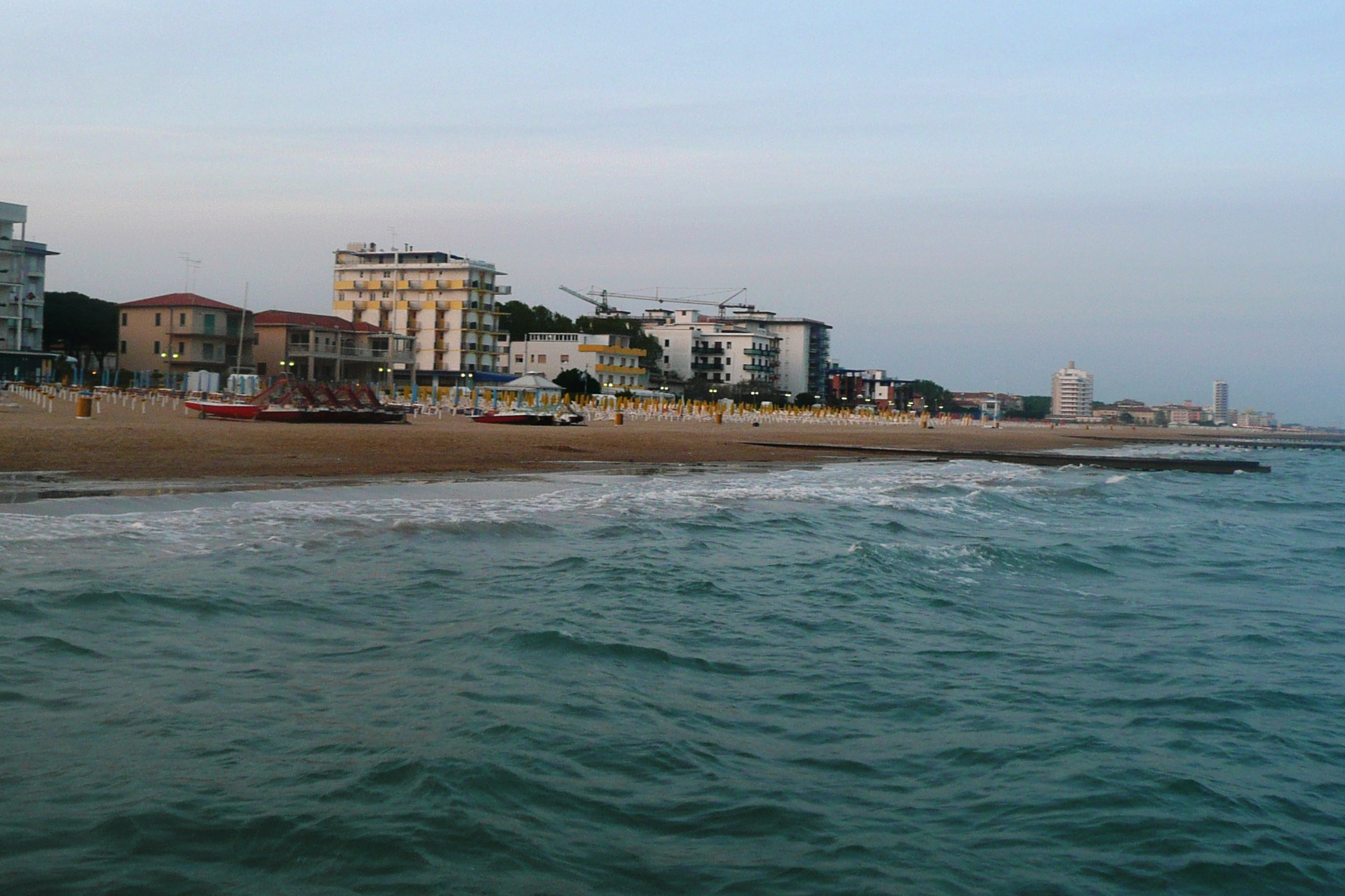

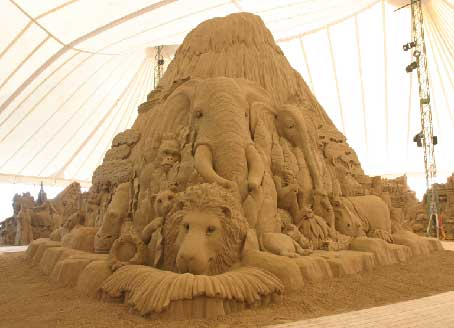

| Variação demográfica do município entre 1861 e 2011                               |
|                                                                                   |
| Fonte: Istituto Nazionale di Statistica (ISTAT) - Elaboração gráfica da Wikipedia |